# Diogo Soares (secretário)
Diogo Soares (c. 1570 - Madrid, 23 de Agosto de 1649) foi secretário de Estado do Conselho de Portugal na corte de Madrid.

## Biografia
Diogo Soares, que se reclamava da mais antiga nobreza de Portugal, era senhor do morgado de Santo António do Tojal. O seu pai, João Álvares Soares, serviu longos anos no Estado da Índia e foi vedor da Fazenda. Diogo Soares herdou do seu pai um lugar no Conselho da Fazenda, que exerceu durante 22 anos, ente 1609 e 1631, como pessoa da confiança dos vice-reis de Portugal D. Fr. Aleixo de Meneses e D. Miguel de Castro e merecedor da estima não só dos restantes vice-reis e governadores de Portugal, como também do duque de Bragança, D. João, para quem em 1633 obteve de Filipe IV valiosas mercês quando do casamento do duque com D. Luísa de Gusmão. Notabilizou-se especialmente como organizador das armadas para o socorro da Índia (1628) e de Pernambuco (1630). Em 1631, culminando a sua carreira, trocou Lisboa por Madrid, onde foi ocupar as funções de secretário de Estado do Conselho de Portugal, promoção que deveu à sua reputação de zeloso servidor do monarca e profundo conhecedor das matérias financeiras, bem como de tudo o que respeitava ao reino. Nesse posto era acolitado por dois outros secretários, Gabriel Almeida de Vasconcelos, para as mercês, os benefícios eclesiásticos, e as Ordens militares, e Luís Falcão para ao ultramar; todos em substituição do único Marçal da Costa, destituído, e que tinha voltado para Portugal. 
Diogo Soares começou encarregado apenas das finanças e da justiça mas, rapidamente, como o indica Francisco Manuel de Melo na sua Epanáfora política, veio a dominar inteiramente a secretaria: "aos primeiros passos da valia logo desbaratou a opinião e lugares dos maiores ministros." O mesmo Francisco Manuel de Melo achava que a sua proximidade ao valido de Filipe IV, o conde-duque de Olivares, que tanto o favoreceu, parecia devida a um poder sobrenatural: "A pouca suficiência que até então se havia descoberto neste ministro, e notável velocidade com que voou a tão alto estado, deu causa para que alguns, em demasia desafeiçoados, ou queixosos, entendessem que não eram todos naturais os meios porque alcançou a valia, e depois se fortificou nela". Rapidamente Diogo Soares tornou-se indispensável a Olivares, pela sua faculdade de não recuar perante nenhuma operação financeira, por mais repreensível que fosse para a moral política, destinada a encher as caixas do Estado.

## Cunhado e genro de Miguel de Vasconcelos
Diogo Soares casou-se três vezes. Do primeiro casamento, apenas sabemos que foi com uma Francisca de Melo. O segundo foi com com Mariana de Eça, que era irmã de Miguel de Vasconcelos, e o terceiro com Antónia de Melo, filha do mesmo Miguel de Vasconcelos e de Catarina de Macedo Leite, com quem teve quatro filhos.
Diogo Soares tornava-se, então, cunhado e genro de Miguel de Vasconcelos, que viria a ser Secretário de Estado de Portugal a partir de 1634. Essa Secretaria fora ocupada durante quatro anos por um eclesiástico, Filipe de Mesquita, muito respeitável e pouco disposto a se deixar dirigir, seja por Diogo Soares, seja mesmo por Olivares. Estes conseguiram substituir esse ministro pelo cunhado e genro de Diogo, o "bêbado vindo das tavernas à Secretaria de Estado", Miguel de Vasconcelos, muito mais maleável, e garantia do segredo e domínio completo das finanças portuguesas e da maior parte da politica nacional.

## Alterações de Évora
Em 21 de Agosto de 1637, em reação ao aumento de impostos decretado pelo governo em Lisboa e comandados por Soares e Olivares (elevação do imposto do real de água, aumento das antigas sisas), a indignação geral explodiu em protestos e violências. O povo de Évora deixou de obedecer e deu-se então um movimento de cunho popular, que ficou a ser conhecido pela Revolta do Manuelinho, também referido como as "Alterações de Évora".